# Osphranteria lata
Osphranteria lata — вид жесткокрылых из семейства усачей.

## Распространение
Распространён в Иране.

## Описание
Жук длиной от 15 до 25 мм. Время лёта с апреля по июнь.

## Развитие
Жизненный цикл длится два-три года. Кормовым растением является зизифус (Ziziphus) (из семейства крушиновых).